# Pterolophia inaequalis
Pterolophia inaequalis är en skalbaggsart som först beskrevs av Johan Christian Fabricius 1801.
Pterolophia inaequalis ingår i släktet Pterolophia och familjen långhorningar. Inga underarter finns listade i Catalogue of Life.